# Clásico del Tolima Grande
El Clásico del Tolima Grande es el partido que enfrenta a los dos principales equipos de la región del Tolima Grande, ubicados en la región andina, Deportes Tolima y Atlético Huila. Desde el 1993 se han enfrentado en Primera A y Copa Colombia en 112 oportunidades con 57 triunfos para los pijaos (Deportes Tolima) 33 empates y 22 triunfos para los opitas (Atlético Huila)

## Estadios
| Deportes Tolima                | Atlético Huila                 |
| ------------------------------ | ------------------------------ |
| Estadio Manuel Murillo Toro    | Estadio Guillermo Plazas Alcid |
| Capacidad: 28.000 espectadores | Capacidad: 5.000 espectadores  |
|                                |                                |
| Ibagué                         | Neiva                          |

## Hinchadas

### Revolución Vinotinto Sur (RVS)
La hinchada tolimense se caracteriza por ser una de las más sufridas y leales en la primera división del fútbol profesional de Colombia, dado a su amor incondicional por el equipo de la región.
Entre los hinchas más representativos, se encuentra Cesar Loaiza “El Indio Pijao” que durante más de 30 años ha seguido al “vinotinto y oro” con una representación especial del amor y sentimiento por sus colores y su tierra.
La Revolución Vinotinto Sur (RVS) es la “barra brava” tradicional del Deportes Tolima. Fue fundada en el año 2000, naciendo como una agrupación en las aulas de la Universidad del Tolima, con la iniciativa propia de un grupo de estudiantes que lograron unificar las barras que existían desde 1994 como 1280 Almas, Manicomio, Pijao y la Barra de la Calle 25. En los juegos en condición de local, la barra se ubica en la tribuna sur del Estadio Manuel Murillo Toro, tanto en competiciones locales como internacionales. La “RVS” tiene integrantes en ciudades como Bogotá y Medellín.

### Alta Tensión Sur (ATS)
A principios de 1998 un grupo de estudiantes de Ingeniería de la Universidad Surcolombiana, con motivo del nuevo debut del equipo en la primera categoría, ATLÉTICO HUILA después del ascenso de 1997, se reúnen en las instalaciones de la facultad con el fin de crear una barra de apoyo incondicional a la altura de un equipo de primera división del país, dando origen a la barra brava ALTA TENSIÓN, inicialmente se contaba con un grupo de 20 jóvenes que entregaron todo de sí con la única convicción de multiplicarse y apoyar al Auriverde dentro y fuera del Plazas Alcid.

## Datos
- El máximo goleador para este clásico del equipo Pijao: es Iván Velásquez con 9 goles.

- El máximo goleador para este clásico del equipo Opita: es Alveiro Rentería con 4 goles.

- Mayor Victoria de Deportes Tolima para este clásico: Atlético Huila 4 Deportes Tolima 7 el 3 de abril de 2011.[4][5]

- Mayor Victoria de Atlético Huila para este clásico: Deportes Tolima 1 Atlético Huila 5 el 20 de septiembre de 2014.[6][7][8][9]
- En la Primera División: se han enfrentado en instancias finales en 2009-II, 2010-II, 2012-I por los cuadrangulares semifinales y 2015-I por cuartos de final.

### Estadísticas
Actualizado a 11 de septiembre de 2023
| Club            | Partidos | Ganados | Empates | Derrotas | Goles |
| --------------- | -------- | ------- | ------- | -------- | ----- |
| Deportes Tolima | 112      | 57      | 33      | 22       | 177   |
| Atlético Huila  | 112      | 22      | 33      | 57       | 123   |

## Historial de clásicos más recientes
Actualizado al 11 de septiembre de 2023
| Fecha                    | Torneo              | Equipo local | Resultado | Equipo visitante |
| ------------------------ | ------------------- | ------------ | --------- | ---------------- |
| 11 de septiembre de 2023 | Torneo Finalización | Huila        | 3 - 0     | Tolima           |
| 11 de agosto de 2023     | Torneo Finalización | Tolima       | 1 - 0     | Huila            |
| 25 de marzo de 2023      | Torneo Apertura     | Tolima       | 2 - 1     | Huila            |
| 18 de febrero de 2023    | Torneo Apertura     | Huila        | 0 - 0     | Tolima           |
| 15 de octubre de 2021    | Torneo Finalización | Tolima       | 1 - 0     | Huila            |
| 13 de septiembre de 2021 | Torneo Finalización | Huila        | 1 - 2     | Tolima           |
| 8 de septiembre de 2019  | Torneo Finalización | Tolima       | 0 - 0     | Huila            |
| 1 de septiembre de 2019  | Torneo Finalización | Huila        | 0 - 1     | Tolima           |
| 17 de marzo de 2019      | Torneo Apertura     | Huila        | 1 - 5     | Tolima           |
| 8 de marzo de 2019       | Torneo Apertura     | Tolima       | 0 - 0     | Huila            |
| 4 de septiembre de 2018  | Torneo Finalización | Tolima       | 2 - 0     | Huila            |
| 8 de abril de 2018       | Torneo Apertura     | Huila        | 0 - 0     | Tolima           |
| 27 de agosto de 2017     | Torneo Finalización | Huila        | 2 - 0     | Tolima           |
| 11 de agosto de 2017     | Torneo Finalización | Tolima       | 1 - 0     | Huila            |
| 3 de mayo de 2017        | Copa Colombia       | Huila        | 1 - 0     | Tolima           |
| 19 de abril de 2017      | Copa Colombia       | Tolima       | 1 - 0     | Huila            |
| 25 de marzo de 2017      | Torneo Apertura     | Huila        | 1 - 0     | Tolima           |
| 19 de marzo de 2017      | Torneo Apertura     | Tolima       | 2 - 0     | Huila            |
| 26 de septiembre de 2016 | Torneo Finalización | Huila        | 1 - 2     | Tolima           |
| 28 de agosto de 2016     | Torneo Finalización | Tolima       | 1 - 1     | Huila            |
| 24 de abril de 2016      | Torneo Apertura     | Huila        | 0 - 2     | Tolima           |
| 13 de abril de 2016      | Copa Colombia       | Tolima       | 2 - 1     | Huila            |
| 20 de marzo de 2016      | Torneo Apertura     | Tolima       | 1 - 0     | Huila            |
| 2 de marzo de 2016       | Copa Colombia       | Huila        | 2 - 2     | Tolima           |
| 6 de septiembre de 2015  | Torneo finalización | Huila        | 1 - 3     | Tolima           |
| 8 de agosto de 2015      | Torneo finalización | Tolima       | 2 - 1     | Huila            |
| 24 de mayo de 2015       | Torneo apertura     | Huila        | 2 - 3     | Tolima           |
| 20 de mayo de 2015       | Torneo finalización | Huila        | 1 - 2     | Tolima           |
| 7 de mayo de 2015        | Copa Colombia       | Huila        | 3 - 3     | Tolima           |
| 14 de febrero de 2015    | Torneo finalización | Tolima       | 3 - 1     | Huila            |
| 20 de septiembre de 2014 | Torneo finalización | Tolima       | 1 - 5     | Huila            |
| 14 de septiembre de 2014 | Torneo finalización | Huila        | 0 - 0     | Tolima           |
| 6 de agosto de 2014      | Copa Colombia       | Tolima       | 2 - 1     | Huila            |
| 2 de julio de 2014       | Copa Colombia       | Huila        | 0 - 2     | Tolima           |
| 13 de febrero de 2014    | Torneo apertura     | Huila        | 2 - 0     | Tolima           |
| 2 de febrero de 2014     | Torneo apertura     | Tolima       | 1 - 1     | Huila            |

## Palmarés
Actualizado a 24 de Febrero de 2022
| Torneo                       | Títulos de Deportes Tolima | Títulos de Atlético Huila |
| ---------------------------- | -------------------------- | ------------------------- |
| Categoría Primera A          | 3                          | 0                         |
| Categoría Primera B          | 1                          | 3                         |
| Copa Colombia                | 1                          | 0                         |
| Superliga de Colombia        | 1                          | 0                         |
| Copa Libertadores de América | 0                          | 0                         |
| Copa Sudamericana            | 0                          | 0                         |
| Recopa Sudamericana          | 0                          | 0                         |
| Copa Mundial de Clubes       | 0                          | 0                         |
| Totales de títulos oficiales | 6                          | 3                         |

A continuación se listan la cantidad de torneos oficiales primera división de ambos equipos:
| Equipos        | Títulos nacionales | Títulos nacionales | Títulos nacionales |   | Total |   |   |
| -------------- | ------------------ | ------------------ | ------------------ | - | ----- | - | - |
| Equipos        | Deportes Tolima    | 3                  | 1                  | 1 | Total | 1 | 6 |
| Atlético Huila | -                  | -                  | -                  | 3 | 3     |   |   |
| Total          | 3                  | 1                  | 1                  | 4 | 9     |   |   |